# Tomoki Kamioka
Tomoki Kamioka (japanisch 上岡 朋樹 Kamioka Tomoki; * 30. Mai 1998 in der Präfektur Osaka) ist ein japanischer Fußballspieler.

## Karriere
Kamioka erlernte das Fußballspielen in der Jugendmannschaft von Gamba Osaka. Die U23-Mannschaft des Vereins spielte in der dritten Liga, der J3 League. Bereits als Jugendspieler absolvierte er eins Drittligaspiele.